# 지영산
지영산(본명: 권혁종, 1975년 4월 1일 ~ )은 대한민국의 배우이다. 1997년 M.net 4기 공채 VJ로 데뷔하였다.

## 학력
- 서울인왕국민학교 졸업
- 대성중학교 졸업
- 선정고등학교 졸업
- 청주대학교 연극영화학과 (95학번, 학사) 졸업

## 출연작

### 드라마
- 1997년 KBS2 청소년드라마 《스타트》
- 1997년 MBC 청춘시트콤 《남자 셋 여자 셋》 ... 장용석 역
- 1998년 SBS 일일연속극 《순풍산부인과》
- 1998년 SBS 주말극장 《사랑해 사랑해》 ... 김태식 역
- 1998년 MBC 주간시트콤 《여자 대 여자》
- 1998년 SBS 일일연속극 《7인의 신부》 ... 이상우 역
- 1998년 MBC 수요시트콤 《아니 벌써》
- 1999년 MBC 단막극 《MBC 베스트극장 - 우리들이 사랑을 말할 때 하는 이야기》 ... 부연의 남자친구 역
- 1999년 SBS 일요아침드라마 《달콤한 신부》
- 2000년 MBC 주간시트콤 《세 친구》 ... 권민중의 남자친구 이현수 역
- 2000년 SBS 청춘시트콤 《골뱅이》 ... 권민중의 남자친구 김철수 역
- 2005년 MBC 수목드라마 《영재의 전성시대》
- 2006년 SBS 주말극장 《연개소문》
- 2020년 채널A 금토드라마 《유별나! 문셰프》
- 2022년 TV조선 토일드라마 《결혼작사 이혼작곡 3》... 신유신 역
- 2023년 TV조선 토일드라마 《아씨두리안》 ... 단치정 / 박일수 역

### 영화
- 2001년 《그녀에게 잠들다》 ... 수빈의 전 남자친구인 정우 역
- 2006년 《카리스마 탈출기》
- 2011년 《고지전》 ... 춘천 국군 포로 1 역
- 2014년 《한번도 안해본 여자》  ... 말희 옛 남친 역
- 2014년 《타투이스트》

### 연극
- 1997년 《돼지를 잡아먹은 소크라테스》

### 뮤직비디오
- 2002년 임강성 - Always
- 2009년 미나 - Doh Doh
- 2013년 불독맨션 - 너에게 간다

## 방송
- 《핫라인 스쿨》
- 《가요발전소》
- 《생방송 투데이》
- 《연예가 중계》